# 히샴 1세

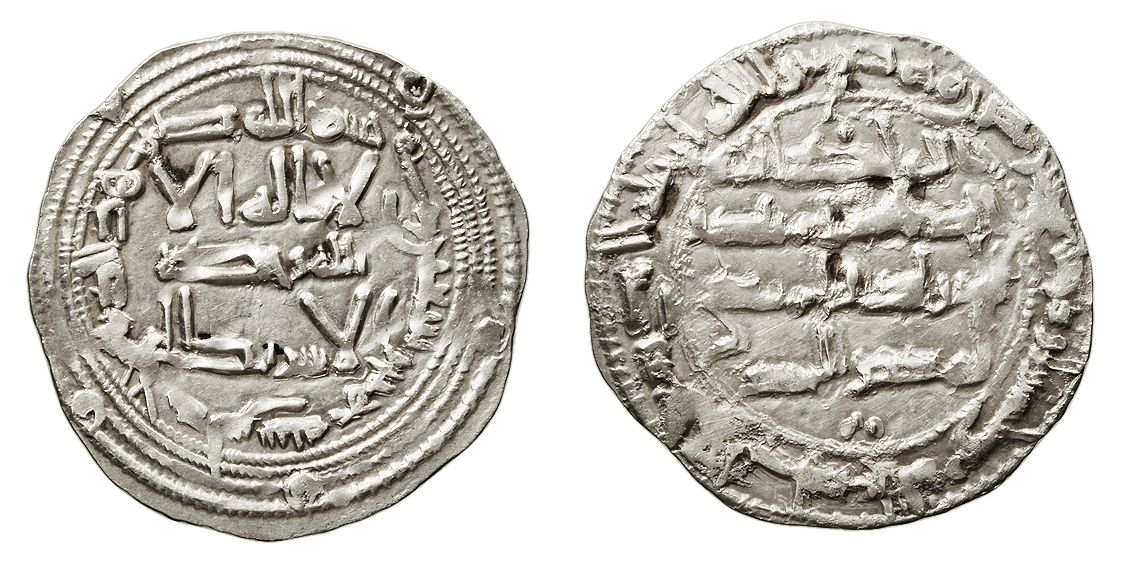

히샴 1세(Hisham I)는 788년부터 796년까지 알안달루스를 통치한 제2대 코르도바 토후국의 아미르이다.
히샴은 757년 4월 26일 코르도바에서 태어났다. 아브드 알라흐만 1세와 할룰 사이의 첫째 아들로 태어났다.
재위 기간 초반인 788년에 형제 술레이만과 압달라의 반란을 마주했다.
8년의 통치를 끝내고 796년에 40세의 나이로 사망했다.